# Hedemora (Huhn)
Hedemorahühner sind schwedische Landhühner, die zwischenzeitlich fast ausgestorben waren. Der Landschlag wird heute nach dem gleichnamigen schwedischen Ort benannt, in dem sie 1982 wiederentdeckt wurde. Er gilt als nördlichster schwedische Landhuhnschlag und ist durch ihr daunenreiches Federkleid gut an das örtliche Klima angepasst. Hühner dieses Schlages waren früher weit verbreitet und wurden traditionell auch als Brautgeschenk verwendet, in den 1970er Jahren jedoch fast vollständig von leistungsstärkeren Hühnern verdrängt.